# Meton
Meton [méton] (starogrško Μέτων ὁ Ἀθηναῖος: Méton hó Atenaíos), starogrški astronom, matematik, geometer in inženir * okoli 470 pr. n. št. Atene, † okoli 400 pr. n. št.

## Življenje in delo
Da bi popravil napake lunisolarnega koledarja, ki se je uporabljal v Grčiji, je Meton leta 433 pr. n. št. uvedel 19-letni cikel, imenovan po njem Metonov cikel, ki so ga Atene uradno uvedle leta 432 pr. n. št. Za ta cikel je značilno, da v periodo 19. let, ki vsebuje vsaka po 12 Luninih (sinodskih) mesecev, vnesemo po vrsti 7 dodatnih mesecev, tako da celoten cikel vsebuje 235 Luninih mesecev, z razliko manj kot 1,7 ure. Trajanje Metonovega cikla (235 mesecev po 29,5306 dni = 6939,69 dni) je približno enako 19 julijanskim letom (19 let po 365,25 dni = 6939,75 dni). Z uvedbo tega cikla so lahko računanje po mesecih prilagodili računanju po letih (ker cikel vsebuje določeno celo število Luninih mesecev). Ščip in mlaj se pojavita vsakih 19 let ob enakem datumu.
Podoben cikel so poznali tudi v antični Kitajski in kaldejski astronomi. Starogrški koledar je ostal v veljavi v starem veku do leta 46 pr. n. št. ko je Julij Cezar s pomočjo Sosigena uredil julijanski koledar. Judje so ohranili grški koledar. Tako Metonov cikel še danes služi za verske namene in ga uporablja tudi krščanstvo za računanje datuma velike noči.
Meton je bil eden prvih starogrških astronomov, ki je opravljal natančna astronomska opazovanja. Z Evktemonom je 27. junija 432 pr. n. št. v Atenah z gnomonom opazoval poletni Sončev obrat, ki je za Atence označeval začetek novega leta.
Skupaj z Evktemonom je odkril razliko med časom od pomladnega do jesenskega enakonočja Tε in časom od jesenskega do naslednjega pomladnega enakonočja Tω.
Meton se je kot lik pojavil v Aristofanovi komični igri Ptiči (Ornithes). Na oder je kot geometer prinesel kartografske inštrumente.
Ohranilo se ni nobeno njegovo delo.

## Priznanja
Poimenovanja
Po njem se imenuje krater Meton na Luni.